# Натрон (минерал)
Об африканском озере см. Натрон

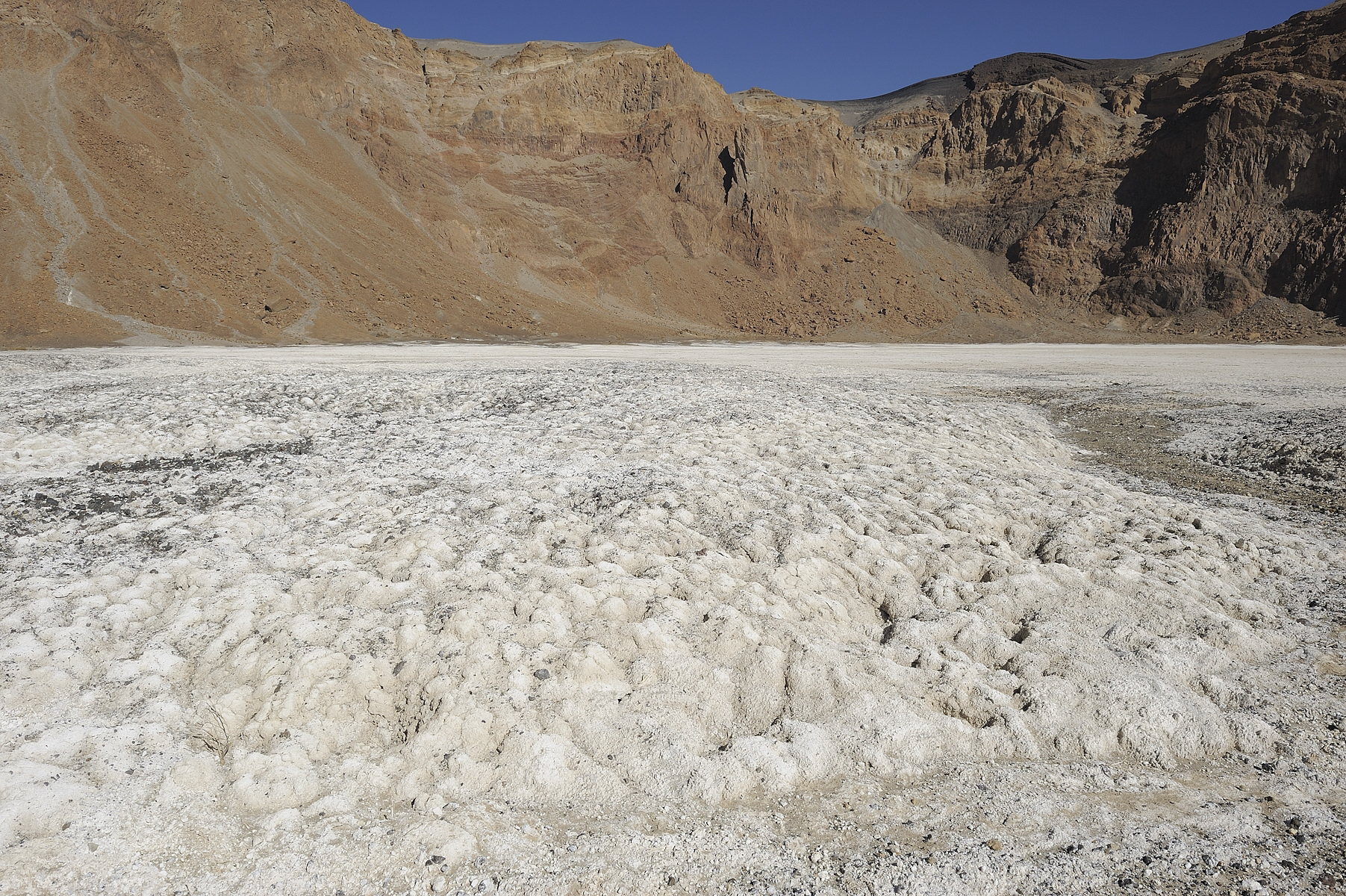
Залежи натрона в кратере Эра Кохор в горах Тибести, Чад, Африка

Натрон, или кристаллическая сода — декагидрат карбоната натрия.

## Свойства
Встречается в природе в виде порошковатых выцветов и корочек зернисто-жилковатого строения.
Цвет серый, несколько желтоватый, временами бесцветные агрегаты. Кристаллы принадлежат моноклинной сингонии, вид симметрии L2PC. Спайность совершенная по (100). Твёрдость 1−1,5. Удельный вес 1,42−1,47.

## Происхождение
Химический осадок в озёрах, отлагающийся в холодное время. В тёплое время года отлагается термонатрит (Na2CO3 · H2O). При незначительном повышении температуры переходит в другие содовые минералы. Легко растворяется в воде и выветривается с переходом в термонатрит. 

## Спутники
Термонатрит Na2CO3 · H2O, трона Na3H(CO3)2 · 2H2O, мирабилит Na2SO4 · 10H2O, тенардит Na2SO4.

## Месторождения
На территории бывшего СССР: содовые озёра Кулундинской степи в Западной Сибири и Казахстане — Петуховское, Мельниковское и др.
За границей: озёра Калифорнии и Невады (США) и Нижнего Египта.

## Значение
Ценный химический продукт: применяется в химической промышленности, стекольном и других производствах.